# Le Tilleul (Seine-Maritime)
Le Tilleul település Franciaországban, Seine-Maritime megyében. Lakosainak száma 666 fő (2022. január 1.). Le Tilleul Bordeaux-Saint-Clair, Étretat, Pierrefiques, La Poterie-Cap-d’Antifer és Sainte-Marie-au-Bosc községekkel határos.

## Népesség
A település népességének változása:
| Lakosok száma | 694  | 698  | 704  | 695  | 690  | 687  | 686  | 676  | 666  |
|               | 2013 | 2015 | 2016 | 2017 | 2018 | 2019 | 2020 | 2021 | 2022 |